# Metanapis montisemodi
Espèce
Synonymes
- Pseudanapis montisemodi Brignoli, 1978

Metanapis montisemodi est une espèce d'araignées aranéomorphes de la famille des Anapidae.

## Distribution
Cette espèce est endémique du Népal.

## Publication originale
- Brignoli, 1978 : Spinnen aus Nepal, IV. Drei neue Symphytognathidae (Arachnida: Araneae). Senckenbergiana Biologica, vol. 59, p. 247-252.